# Ana Gros
Ana Gros (Slovenj Gradec, 21 gennaio 1991) è una pallamanista slovena, terzino destro del CSKA Mosca e della nazionale slovena.

## Carriera

### Club

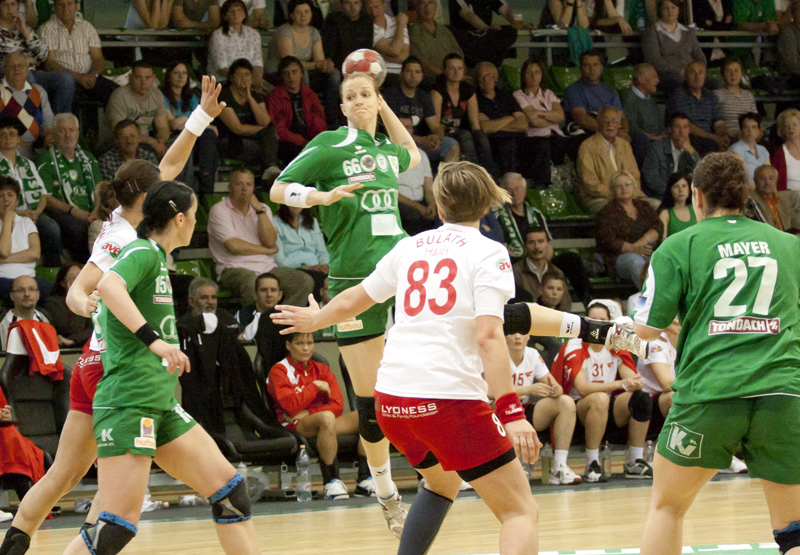
Ana Gros in azione con la maglia del Győri ETO nel 2011.

Ana Gros iniziò la propria carriera agonistica nell'Olimpia Lubiana, la squadra della sua città, per poi trasferirsi al Krim nel 2009. Al Krim vinse il suo primo campionato nazionale, il sedicesimo consecutivo per il club, e anche la coppa di Slovenia, ed ebbe anche la possibilità di fare il suo esordio in EHF Champions League. Al termine della stagione 2009-10, considerata già una delle giovani speranze della pallamano slovena, lasciò la Slovenia per trasferirsi al Győri ETO KC in Ungheria. Giocò per la squadra ungherese per due stagioni consecutive, vincendo campionato e coppa nazionale in entrambe le stagioni, e disputando la finale della EHF Champions League 2011-2012.

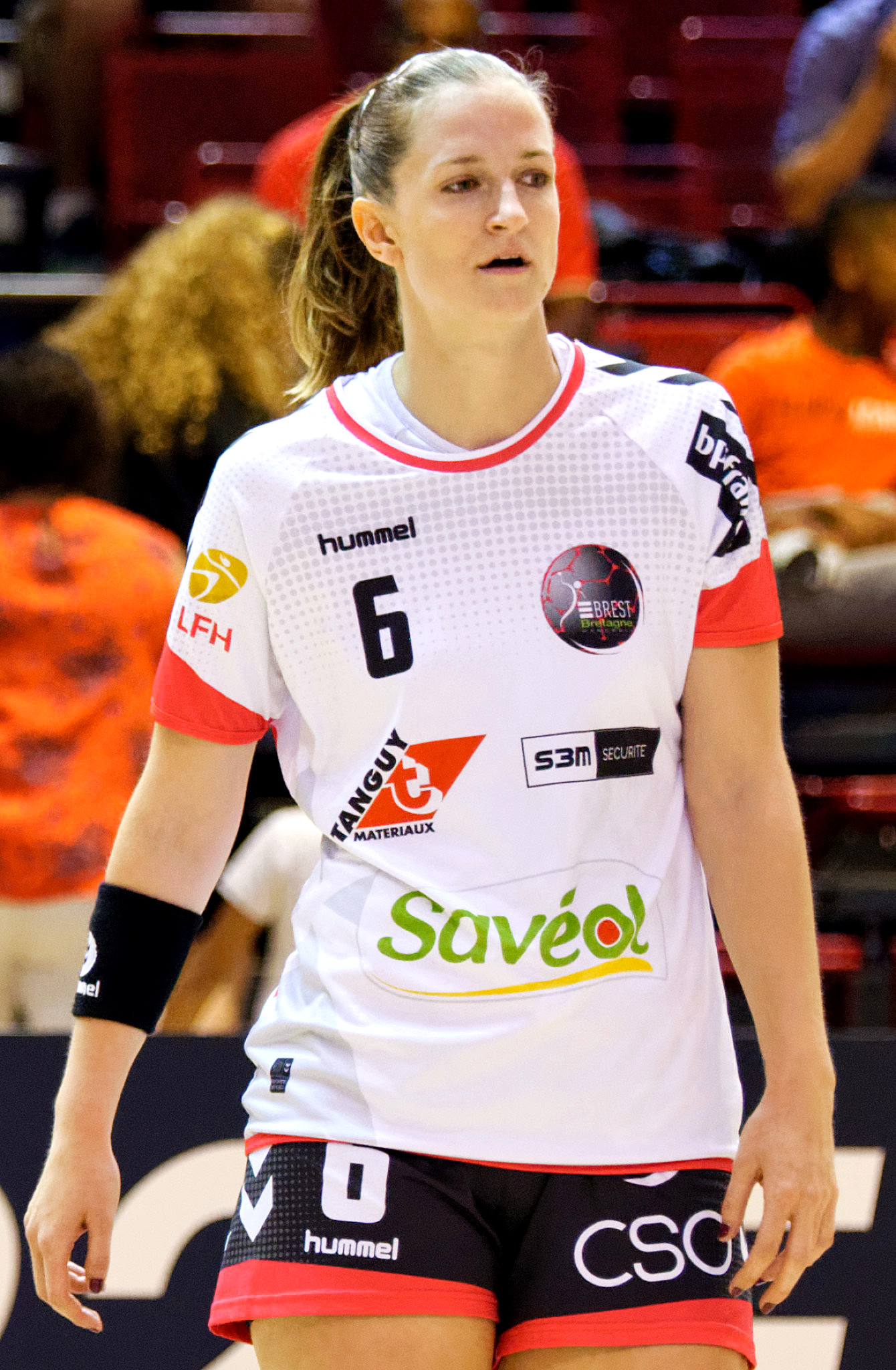
Ana Gros con la maglia del Brest Bretagne nel 2018.

Per la stagione 2012-13 Gros si trasferì al Thüringer in Germania, vincendo anche qui campionato e coppa nazionale alla prima stagione. A gennaio 2014 decise di lasciare il Thüringer per andare a giocare fino a fine stagione al Metz in Francia. Appena arrivata vinse la Coppa di Lega francese. Rimase a giocare al Metz per quattro stagioni e mezzo, durante le quali vinse il campionato francese in quattro edizioni e la Coppa di Francia in due edizioni. Nella finale di Coppa di Francia 2014-15 Gros ebbe un ruolo decisivo nella vittoria del trofeo, grazie alle 10 reti messe a segno nel corso della partita e al tiro di rigore finale decisivo. Al termine della stagione 2014-15 venne eletta miglior terzino destro del campionato francese. Tale riconoscimento arrivò anche al termine delle successive tre stagioni al Metz. Nelle stagioni 2015-16 e 2017-18 vinse la classifica delle migliori marcatrici della Division 1 francese con 115 e 196 reti realizzate, rispettivamente. Nella stagione 2017-18 arrivò anche il riconoscimento come miglior terzino destro dell'EHF Champions League.
Nel gennaio 2018 arrivò l'annuncio che Gros si sarebbe trasferita al Brest Bretagne per la stagione 2018-19. Nelle tre stagioni giocate in terra bretone Gros vinse un altro campionato francese e un'altra coppa di Francia nella stagione 2020-21, raggiungendo anche la finale della Champions League, dove però il Brest venne sconfitto dalle norvegesi del Vipers Kristiansand. A livello individuale, nel 2019 arrivò la conquista della classifica delle migliori marcatrici della Division 1 e la vittoria, la quinta consecutiva, del premio come miglior terzino destro del campionato francese.
Nel settembre 2021 Gros lasciò la Francia dopo 7 stagioni consecutive per trasferirsi al CSKA Mosca in Russia.

### Nazionale
Ana Gros ha fatto parte della selezione nazionale slovena sin da giovanissima, giocando con le rappresentative giovanili nazionali per poi passare alla nazionale maggiore. Nel 2010 arrivò la prima partecipazione a un torneo internazionale, grazie alla convocazione nella squadra nazionale che partecipò al campionato europeo 2010, disputato in Danimarca. Nel 2013 vinse con la nazionale la medaglia d'argento ai XVII Giochi del Mediterraneo, disputati a Mersina, dopo aver perso la finale dalla Serbia per 25-19.
Nel dicembre 2017 la Slovenia tornò a disputare la fase finale del campionato mondiale e Gros ebbe modo di fare il suo esordio nella massima competizione internazionale. Nonostante la Slovenia fosse stata eliminata già agli ottavi di finale, Gros risultò tra le migliori giocatrici del torneo, mettendo a segno 43 reti in 6 partite giocate.

## Palmarès

### Club
- Campionato sloveno: 1

Krim: 2009-2010
- Coppa di Slovenia: 1

Krim: 2009-2010
- Campionato ungherese: 2

Győri ETO KC: 2010-2011, 2011-2012
- Coppa d'Ungheria: 2

Győri ETO KC: 2010-2011, 2011-2012
- Campionato tedesco: 1

Thüringer: 2012-2013
- Coppa di Germania: 1

Thüringer: 2012-2013
- Campionato francese: 5

Metz: 2013-2014, 2015-2016, 2016-2017, 2017-2018
Brest Bretagne: 2020-2021
- Coppa di Lega francese: 1

Metz: 2013-2014
- Coppa di Francia: 3

Metz: 2014-2015, 2016-2017
Brest Bretagne: 2020-2021

### Nazionale
- Giochi del Mediterraneo

 Argento: Mersin 2013

### Individuale
- Miglior terzino destro del campionato francese: 5

2014-2015, 2015-2016, 2016-2017, 2017-2018, 2018-2019
- Miglior marcatrice del campionato francese: 3[10]

2015-2016 (115 reti), 2017-2018 (196 reti), 2018-2019 (187 reti)
- Miglior terzino destro dell'EHF Champions League: 1

2017-2018
- Miglior giocatrice del campionato francese: 1

2020-2021
- Miglior marcatrice dell'EHF Champions League: 1

2020-2021 (135 reti)